# Seznam evroposlancev iz Danske (2004–2009)
Seznam evroposlancev iz Danske' v mandatu 2004-2009.

## Seznam
- Margrete Auken (Skupina Zelenih-Evropska svobodna zveza)
- Jens-Peter Bonde (Samostojnost in demokracija)
- Niels Busk (Skupina zavezništva liberalcev in demokratov za Evropo)
- Mogens Camre (Zveza za Evropo narodov)
- Ole Christensen, Socialni demokrati (Stranka evropskih socialistov)
- Anne Elisabet Jensen (Skupina zavezništva liberalcev in demokratov za Evropo)
- Dan Jørgensen, Socialni demokrati (Stranka evropskih socialistov)
- Ole Krarup (Evropska združena levica – Zelena nordijska levica)
- Christel Schaldemose, Socialni demokrati (Stranka evropskih socialistov)
- Poul Nyrup Rasmussen, Socialni demokrati (Stranka evropskih socialistov)
- Karin Riis-Jørgensen (Skupina zavezništva liberalcev in demokratov za Evropo)
- Anders Samuelsen (Skupina zavezništva liberalcev in demokratov za Evropo)
- Gitte Seeberg (Evropska ljudska stranka - Evropski demokrati)
- Britta Thomsen, Socialni demokrati (Stranka evropskih socialistov)